# 통녓 스타디움
통녓 경기장(베트남어: Sân vận động Thống Nhất, 영어: Thống Nhất Stadium)은 베트남 호찌민시에 있는 15,000명을 수용할 수 있는 다목적 경기장이다. 2008년 AFC 여자 아시안컵과 2014년 AFC 여자 아시안컵이 열렸고, 현재 호찌민 시티 FC, 사이공 FC가 홈구장으로 사용하고 있다.